# Salicylan glikolu
Salicylan glikolu – organiczny związek chemiczny, ester 2-hydroksyetylowy kwasu salicylowego. Stosowany jako niesteroidowy lek przeciwzapalny w postaci plastrów rozgrzewających wraz z kapsaicyną.